# QuickTime
QuickTime — расширяемая мультимедийная платформа, разработанная компанией Apple Inc., способная обрабатывать различные форматы цифрового видео, изображения, звука, панорамных изображений и интерактивности. Впервые выпущенная в 1991 году, последняя версия Mac, QuickTime X, в настоящее время доступна на Mac OS X Snow Leopard и новее. Apple прекратила поддержку Windows-версии QuickTime в 2016 году и прекратила поддержку QuickTime 7 на macOS в 2018 году.
Начиная с Mac OS X Lion базовый медиафреймворк для QuickTime, QTKit, был устаревшим в пользу более нового графического фреймворка AVFoundation и полностью прекращён с macOS Catalina.
Для правильной работы QuickTime требуются соответствующие аудио- и видеокодеки.

## Обзор
QuickTime поставляется в комплекте с macOS. QuickTime для Microsoft Windows можно загрузить как автономную установку и был поставлен в комплекте с iTunes от Apple до iTunes 10.5, но больше не поддерживается, и поэтому уязвимости безопасности больше не будут исправляться, уже во время прекращения выпуска версии Windows две такие уязвимости нулевого дня (обе из которых допускали выполнение произвольного кода) были выявлены и публично раскрыты компанией Trend Micro; компания Trend Micro настоятельно рекомендовала пользователям удалить продукт из систем Windows. 
Наборы для разработки программного обеспечения (SDK) для QuickTime доступны широкой публике с подпиской Apple Developer Connection (ADC). 
Он доступен бесплатно как для операционных систем macOS, так и для Windows. Есть и другие бесплатные приложения-плееры, которые полагаются на фреймворк QuickTime и предоставляют функции, недоступные в базовом проигрывателе QuickTime. Например, iTunes может экспортировать аудио в WAV, AIFF, MP3, AAC и Apple Lossless. Кроме того, macOS имеет простой AppleScript, который можно использовать для воспроизведения фильма в полноэкранном режиме, но начиная с версии 7.2 полноэкранный просмотр теперь поддерживается в версии non-Pro.
QuickTime Pro
QuickTime Player 7 ограничен только базовыми операциями воспроизведения, если только лицензионный ключ QuickTime Pro не приобретен у Apple. До недавнего времени профессиональные приложения Apple (например, Final Cut Studio, Logic Studio) включали лицензию QuickTime Pro. Ключи Pro специфичны для основной версии QuickTime, для которой они приобретаются, и открывают дополнительные функции приложения QuickTime Player на macOS или Windows. Ключ Pro не требует никаких дополнительных загрузок; ввод регистрационного кода немедленно разблокирует скрытые функции. 
QuickTime 7 по-прежнему доступен для загрузки из Apple, но с середины 2016 года Apple прекратила продажу регистрационных ключей для версии Pro. 
Функции, включенные в лицензию Pro, включают, но не ограничиваются ими: 
Редактирование клипов с помощью функций вырезания, копирования и вставки, слияние отдельных аудио- и видеодорожек, а также свободное размещение видеодорожек на виртуальном холсте с возможностью обрезки и поворота.
Сохранение и экспорт (кодирование) в любой из кодеков, поддерживаемых QuickTime. QuickTime 7 включает в себя предустановки для экспорта видео на iPod с поддержкой видео, Apple TV и iPhone.
Сохранение существующих фильмов QuickTime из интернета непосредственно на жесткий диск. Это часто, но не всегда, либо скрыто, либо намеренно заблокировано в стандартном режиме. Существует два варианта сохранения фильмов из веб-браузера: 
Сохранить как исходный код — эта опция сохранит встроенное видео в исходном формате. (т. е. не ограничиваясь файлами .mov)
Сохранить как QuickTime movie — эта опция сохранит встроенное видео в формате .mov независимо от того, каков исходный контейнер.
Mac OS X Snow Leopard включает QuickTime X. QuickTime Player X не имеет вырезания, копирования и вставки и будет экспортировать только в четыре формата, но его ограниченная функция экспорта бесплатна. Пользователи не имеют возможности перейти на Pro-версию QuickTime X, но те, кто уже приобрел QuickTime 7 Pro и обновляет Snow Leopard с предыдущей версии Mac OS X, будут иметь QuickTime 7, хранящийся в утилитах или пользовательской папке. В противном случае пользователям придется установить QuickTime 7 из каталога "дополнительные установки" DVD Snow Leopard после установки операционной системы. 
Mac OS X Lion и более поздние версии также включают QuickTime X. В эти пакеты программного обеспечения не входит установщик QuickTime 7, но пользователи могут загрузить установщик QuickTime 7 с сайта поддержки Apple. QuickTime X в более поздних версиях macOS поддерживает функции вырезания, копирования и вставки аналогично тому, как это делал QuickTime 7 Pro; однако интерфейс был значительно изменен, чтобы упростить эти операции. 
24 сентября 2018 года Apple прекратила поддержку QuickTime 7 и QuickTime Pro и обновила многие страницы загрузки и поддержки на своем веб-сайте, заявив, что QuickTime 7 "не будет совместим с будущими выпусками macOS".

## QuickTime Framework
В программе QuickTime Framework предоставляет следующие: 
Кодирование и перекодирование видео и аудио из одного формата в другой. Утилиты командной строки afconvert (для преобразования аудиоформатов), convert (для преобразования видеоформатов) и qtmodernizer (для автоматического преобразования старых форматов в H. 264/AAC) поставляются с macOS для опытных пользователей.
Декодирование видео и аудио, а затем отправка декодированного потока в графическую или звуковую подсистему для воспроизведения. В macOS QuickTime отправляет воспроизведение видео в композитор Quartz Extreme (OpenGL). [10]
"Компонентная" подключаемая архитектура для поддержки дополнительных сторонних кодеков (таких как DivX).
По состоянию на начало 2008 года фреймворк скрывает от пользователя многие старые кодеки, перечисленные ниже, хотя опция "показать устаревшие кодеры" существует в настройках QuickTime для их использования. фреймворк изначально поддерживает следующие типы файлов и кодеков:
| Аудио | Видео | Изображения |
| --- | --- | --- |
| - A-law - Advanced Audio Coding (AAC) - AMR Narrowband - Apple Lossless - Au file format - Audio Interchange File Format (AIFF) - Core Audio Format - FLAC (since macOS 10.13) - MACE - Microsoft Adaptive DPCM (MS ADPCM) - MIDI - MPEG-1 Audio Layer 3 (MP3) - Pulse-code modulation (PCM) - QCELP (Qualcomm PureVoice) - QDesign - Waveform Audio File Format (WAV) - μ-law | - Animated GIF - Animation (FLI, FLC) - Apple ProRes - Apple Видео(MOV, QT) - Audio Video Interleave (AVI) - Cinepak - Компонентное видео - DV - 3GP и 3G2 - Graphics - H.261 - H.262/MPEG-2 Part 2 - H.263 - H.264/MPEG-4 AVC - H.265/HEVC (since macOS 10.13) - Microsoft Video 1 - Motion JPEG - MPEG-1 - MPEG-4 Part 2 - Pixlet - Planar RGB - Qtch - QuickTime Movie - QuickTime VR - Sorenson Video | - BMP - FlashPix - Формат Обмена Графическими Данными (GIF) - JPEG - JPEG 2000 - Переносимая Сетевая Графика (PNG) - TIFF - Truevision TGA - TXT[необходимы разъяснения][необходима цитата] |

Из-за того, что macOS Mojave является последней версией, включающей поддержку 32-битных API, и планов Apple отказаться от поддержки 32-битных приложений в будущих выпусках macOS, многие кодеки больше не будут поддерживаться в новых выпусках macOS, начиная с macOS Catalina, которая была выпущена 7 октября 2019 года.

## Picture Viewer
Picture Viewer — это компонент QuickTime для операционных систем Microsoft Windows и Mac OS 8 и Mac OS 9. Предназначен для просмотра файлов изображений в графические форматы, поддерживаемые QuickTime. В mac OS он заменяется предварительным просмотром.
Начиная с версии 7.7.9, версия Windows требует, чтобы один из них перешел на свой экран "удаление Windows или изменение программы", чтобы "изменить" свою установку QuickTime 7, чтобы включить "устаревшую функцию QuickTime" из "QuickTime PictureViewer".

## Формат файла
Собственный формат файла для QuickTime видео, QuickTime файловой формат, определяет мультимедийный файл-контейнер, содержащий одну или несколько дорожек, каждая из которых хранит определенный тип данных: аудио, видео, эффекты или текст (например, для субтитров). Каждая дорожка содержит либо цифровой кодированный медиа-поток (с использованием определенного формата), либо ссылку на данные медиа-потока, расположенного в другом файле. Возможность содержать абстрактные ссылки на данные для медиаданных, а также разделение медиаданных от смещений носителей и списков редактирования дорожек означает, что QuickTime особенно подходит для редактирования, поскольку он способен импортировать и редактировать на месте (без копирования данных). 
Другие форматы файлов, которые QuickTime поддерживает изначально (в той или иной степени), включают AIFF, WAV, DV-DIF, MP3 и MPEG. С дополнительными компонентами QuickTime он также может поддерживать ASF, DivX Media Format, Flash Video, Matroska, Ogg и многие другие.